# Slatvina
Slatvina é um município da Eslováquia, situado no distrito de Spišská Nová Ves, na região de Košice. Tem 4,41 km² de área e sua população em 2018 foi estimada em 319 habitantes.

## Demografia
| Ano:        | 1994 | 2004    | 2014   | 2024   |
| ----------- | ---- | ------- | ------ | ------ |
| Broj ljudi: | 253  | 306     | 322    | 307    |
| Razlika:    |      | +20,94% | +5,22% | -4,65% |

| Ano:               | 2023 | 2024   |
| ------------------ | ---- | ------ |
| Número de pessoas: | 303  | 307    |
| Diferença:         |      | +1,32% |